# Kobresia nepalensis
Kobresia nepalensis là loài thực vật có hoa trong họ Cói. Loài này được (Nees) Kük. mô tả khoa học đầu tiên năm 1909.